# Gryon lada
Gryon lada är en stekelart som beskrevs av Mikhail Vasilievich Kozlov 1972. Gryon lada ingår i släktet Gryon och familjen Scelionidae. Inga underarter finns listade i Catalogue of Life.